# Jakobsleden

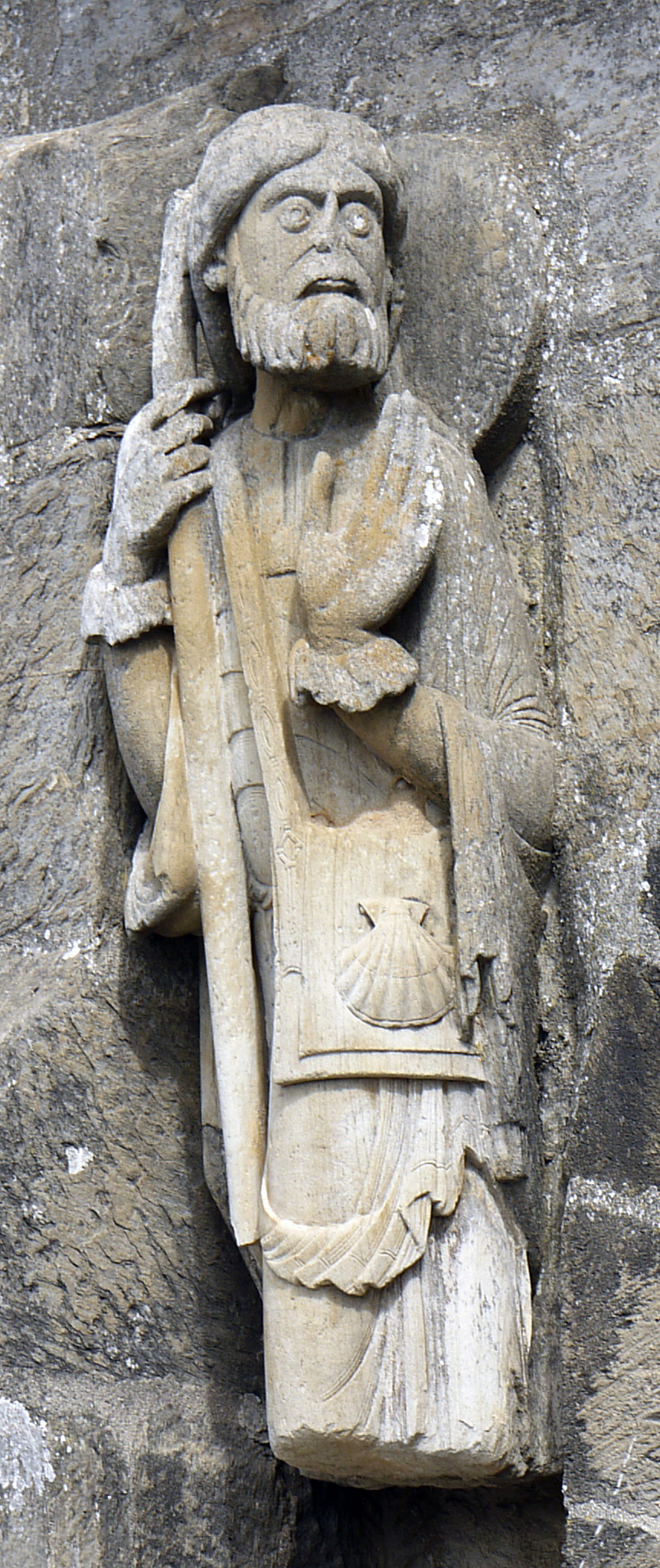
Sankt Jakob i Santa Marta de Tera

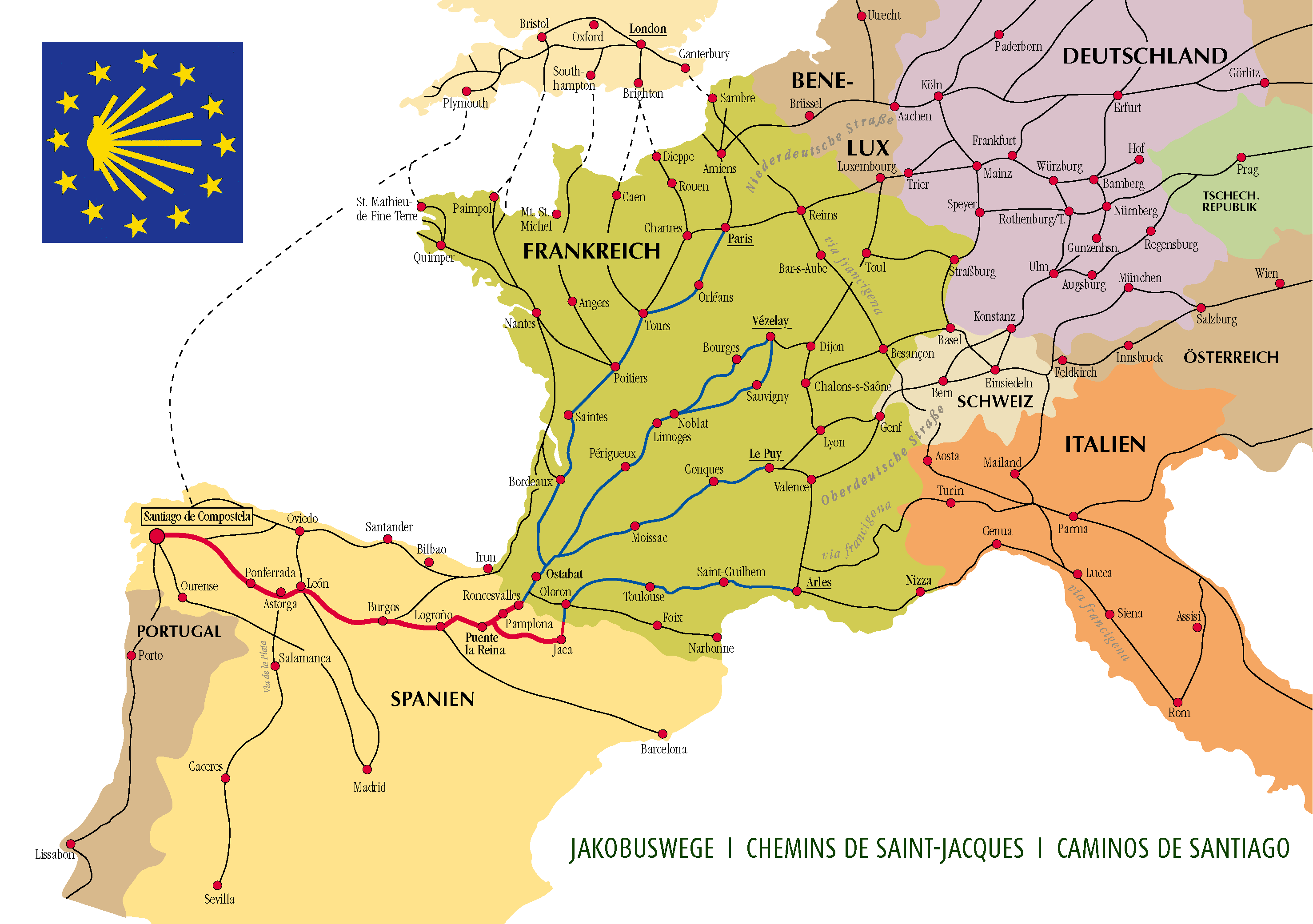
Jakobsledens vandringvägar i Europa

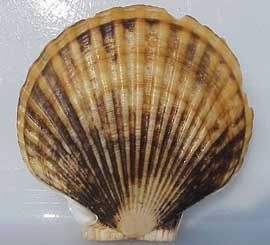
Musselskalet är symbol för både helgonet och för pilgrimsresan till Santiago de Compostela

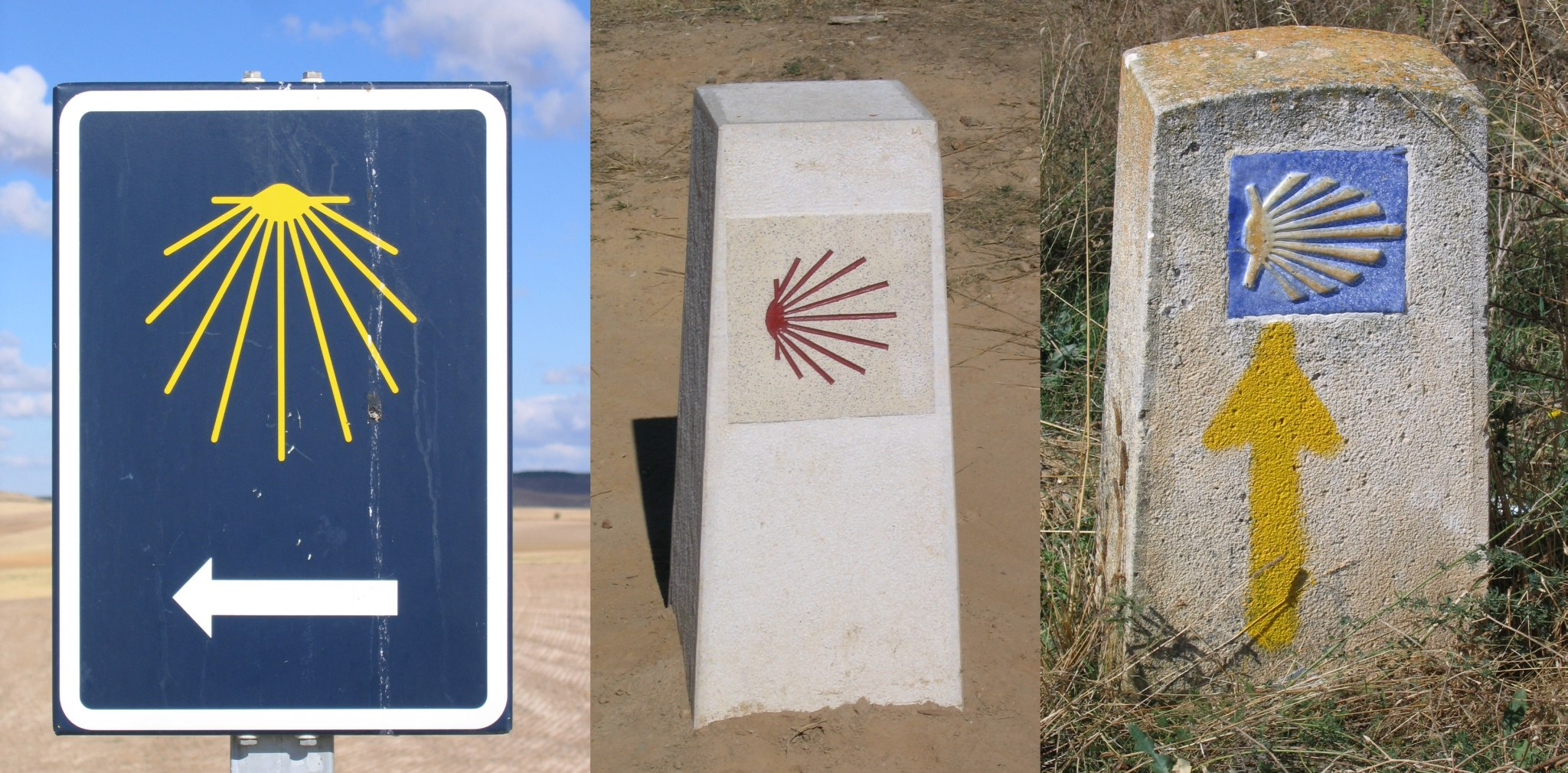
Vägmarkeringar för Jakobsleden

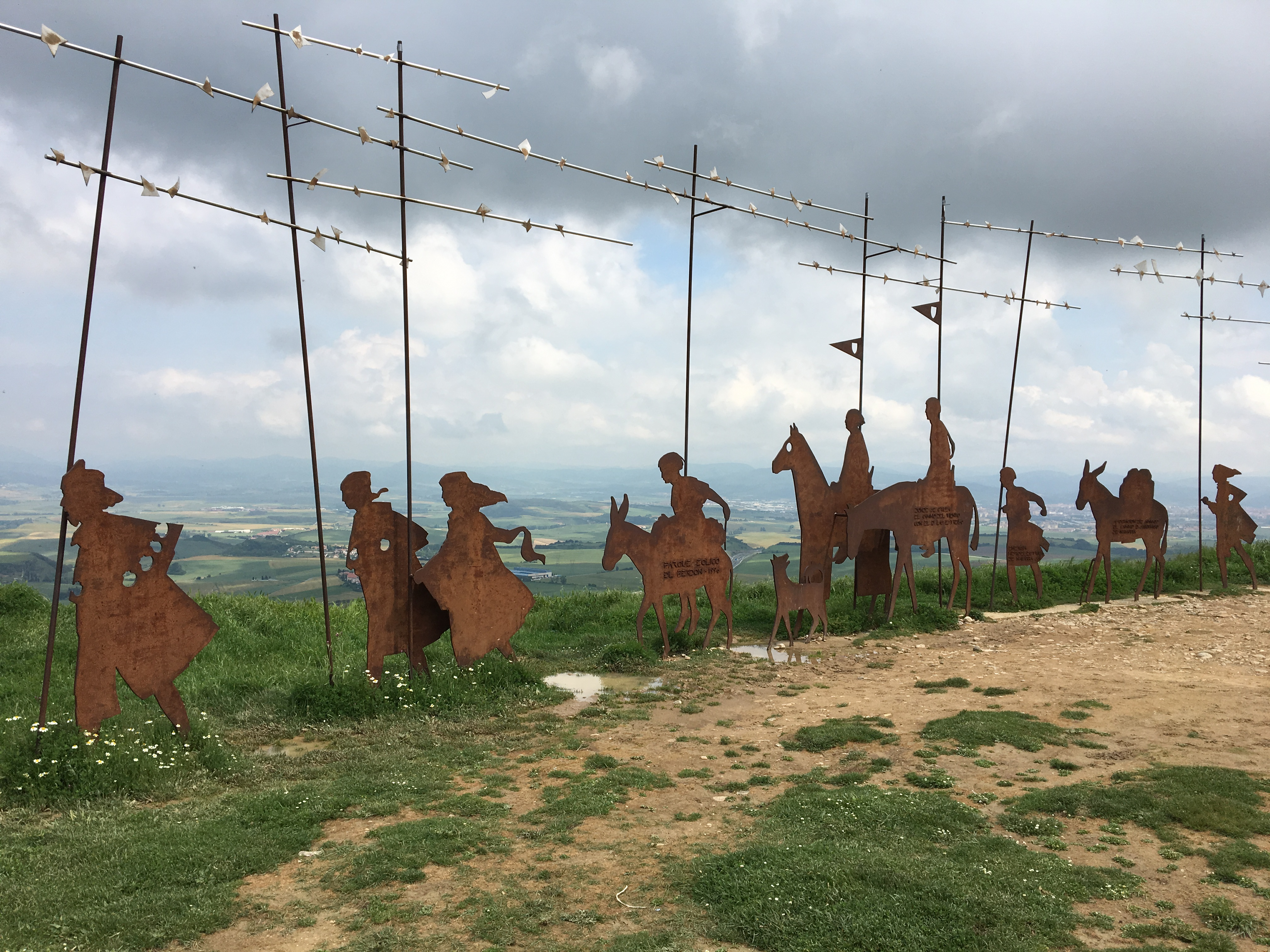
Alto del Perdon, pilgrimsmonument, ca 10 km öster om Pamplona, Spanien.

Jakobsleden är en europeisk pilgrimsled (vallfartsled). Den har många sträckningar, vilka alla strålar samman vid Jesu lärjunge, aposteln Jakobs relikskrin i katedralen i Santiago de Compostela. Jakobsleden har två gånger utsetts till världsarv.

## Historik och sträckningar
Första pilgrimen som vandrade var Gottskalk, biskop av Le Puy, år 950. Efter honom har massor av pilgrimer vandrat den långa vägen, bland annat heliga Birgitta och hennes man Ulf Gudmarsson till Ulvåsa. 
Pilgrimsleden har många utgångspunkter, men alla sammanstrålar i Santiago de Compostela; sammanstrålandet går igen i apostelns symbol – pilgrimsmusslan – som används för att markera ledens sträckning. De mest kända sträckningarna är de franska, som går samman i sydfranska Ostabat och via Roncesvalles löper in i Spanien, och den portugisiska, med start i Porto.
En av de viktigaste franska startpunkterna för leden är i Le Puy-en-Velay strax utanför Lyon, där man kan skaffa pilgrimspass som stämplas längs leden. Passen är också nödvändiga i Spanien för att få tillträde till vandrarhemmen längs leden.
Eftersom leden är cirka 1600 kilometer lång så tar de flesta av dagens pilgrimer sträckan i etapper över flera år. Från spanska gränsen ökar antalet vandrare väsentligt. På spanska heter Jakobsleden "Camino de Santiago", och omnämns ofta som "El Camino" – "Leden", medan "Santiago" (sammandragning av "Sant Iago") är det spanska namnet på "Sankt Jakob".
Leden är uppsatt som två separata världsarv på Unescos världsarvslista: 1993 (spanska delen) och 1998 (franska delen).

### Franska sträckningar
Den kanske viktigaste franska pilgrimsleden går genom de franska regionerna Auvergne-Rhône-Alpes, Bourgogne, Centre-Val de Loire, Grand Est, Hauts-de-France,  Ile-de-France,  Midi-Pyrénées, Normandie, Nouvelle-Aquitaine, Occitanien och Provence-Alpes-Côte d'Azur. Vidare löper den genom de spanska regionerna Aragonien, Navarra, La Rioja, Kastilien-Leon och Galicien.